# GelGreen
El GelGreen es un intercalante utilizado para teñir ácidos nucleicos en biología molecular para electroforesis en gel de agarosa. GelGreen está estructuralmente relacionado en forma estrecha con el naranja de acridina, y consiste en dos subunidades de naranja de acridina que se puentean mediante un espaciador. El GelGreen permite teñir dsADN, ssADN o ARN.
Su fluoróforo, y por lo tanto sus propiedades ópticas, son esencialmente idénticas a los de otros compuestos del tipo naranja N-alquilacridina. Cuando se expone a la luz ultravioleta, presenta fluorescencia con un color verdoso que se intensifica fuertemente tras la unión a ADN. La sustancia se comercializa como una alternativa menos tóxica y más sensible que el intercalante bromuro de etidio. El GelGreen se vende como una solución en DMSO o, más recientemente, en forma acuosa.

## Características fisicoquímicas
| Característica                         | Valor |
| -------------------------------------- | ----- |
| Fuerza por puente de hidrógeno aceptor | 9     |
| Fuerza por puente de hidrógeno donador | 2     |
| Número de giros                        | 30    |
| Coeficiente de reparto                 | 2.7   |
| Solubilidad (logS (mol/l))             | -12.9 |
| Superficie polar (Å 2)                 | 205.1 |